# نیکلاس مرسیه
نیکلاس مرسیه (انگلیسی: Nicolas Mercier؛ زادهٔ ۳۰ ژانویهٔ ۲۰۰۳) بازیکن فوتبال اهل فرانسه است.
وی همچنین در تیم‌های ملی فوتبال France national under-16 football team و زیر ۱۷ سال فرانسه بازی کرده‌است.